# هيروشي تيتسوت
هيروشي تيتسوت (باليابانية: 鐡戸 裕史) (مواليد 28 سبتمبر 1982)، هو لاعب كرة قدم ياباني سابق كان يلعب كمدافع.

## وصلات خارجية
- هيروشي تيتسوت على موقع رابطة كرة القدم اليابانية للمحترفين (اليابانية)
- هيروشي تيتسوت على موقع قاعدة بيانات كرة القدم.إي يو (الإنجليزية)
- هيروشي تيتسوت على موقع Soccerway.com (الإنجليزية)
- هيروشي تيتسوت على موقع عالم كرة القدم.نت (الإنجليزية)